# Dinastia Liao
La dinastia Liao (zh. 遼朝T, 辽朝S, Liáo CháoP), 907-1125, conosciuta anche come Impero Kitai (zh. 契丹國T, 契丹国S, Qìdān GuóP), fu una dinastia che regnò sulle regioni della Manciuria, della Mongolia e su parte della Cina del Nord. Fu fondata dalla tribù Yelü (耶律 Yēlǜ) del popolo Kitai nell'ultimo periodo della dinastia Tang, anche se il primo sovrano, Ābǎojī (阿保機 / 阿保机), proclamò il primo periodo di regno solo nel 916. Con una superficie di 4,6 milioni di km² fu il più vasto impero del X secolo.
La dinastia sorse dal consolidamento del potere tra i Kitai nell'VIII secolo e dalle loro campagne espansionistiche nella seconda metà del IX secolo. Il capo del clan Yelü, Abaoji, divenne il capo di tutti i Kitai e proclamò uno stato dinastico in stile cinese nel 916. La dinastia Liao lanciò molteplici campagne militari contro stati e popoli vicini tra cui Kumo Xi, Shiwei, Tatari, Zubu, Ongirrat, Balhae, Goryeo, dinastia Tang posteriore e dinastia Song. Le sue conquiste includono le Sedici Prefetture (tra cui l'attuale Pechino e parte del Hebei) alimentando una guerra per procura che portò al crollo dei Tang posteriori (923-936). Nel 1004, la dinastia Liao lanciò una spedizione contro la dinastia Song. Dopo pesanti combattimenti e grandi perdite tra i due imperi, le parti siglarono il Trattato di Shanyuan, tramite il quale i Liao costrinsero i Song a riconoscerli come pari inaugurando così 120 anni di pace e stabilità tra le due potenze. L'impero Liao fu il primo stato a controllare tutta la Manciuria.
La tensione tra le pratiche sociali e politiche tradizionali Kitai e l'influenza e i costumi Han (cinesi) fu caratteristica distintiva della dinastia. Questa tensione portò una serie di crisi di successione: gli imperatori Liao favorirono infatti la tradizione Han della primogenitura, mentre gran parte del resto dell'élite Kitai restò ancorata alla tradizionale successione "barbara" del candidato più forte. Inoltre, l'adozione dei sistemi Han e la spinta alla riforma delle pratiche Kitai portarono Abaoji a istituire due governi paralleli: un'amministrazione settentrionale che governava le aree Kitai secondo le loro pratiche tradizionali ed un'amministrazione meridionale che governava le aree con grandi popolazioni non-Kitai secondo le pratiche governative Han.
La dinastia Liao fu distrutta dagli Jurchi della dinastia Jīn nel 1125 con la cattura dell'imperatore Tianzuo di Liao. Tuttavia, i restanti lealisti Liao, guidati da Yelü Dashi (imperatore Dezong di Liao), fondarono la dinastia Liao occidentale (1125-1220) o Kara Khitay che governò su parti dell'Asia centrale per quasi un secolo prima di essere conquistata dall'Impero mongolo di Gengis Khan. Sebbene i risultati culturali associati alla dinastia Liao siano considerevoli e nei musei e in altre collezioni esistano numerose statue e altri manufatti, rimangono importanti interrogativi sull'esatta natura e portata dell'influenza della cultura Liao sui successivi sviluppi, come le arti musicali e teatrali.

## Nome
Il "Grande Stato Kitai" (zh. 大契丹S, Dà QìdānP) fu fondata nel 907 da Abaoji (imperatore Taizu di Liao). Nel 947, il successore di Abaoji, Yelü Ruǎn (imperatore Taizong di Liao), ribattezzò ufficialmente la dinastia come "Grande Liao" (zh. 大遼S, Dà LiáoP). Ciò era probabilmente dovuto all'inclusione di popoli non kitai nello stato. Il nome fu cambiato di nuovo in "Grande Kitai" nel 983 durante il regno dell'imperatore Shengzong di Liao a causa di una riaffermazione dell'identità Kitai. Nel 1066, l'imperatore Daozong di Liao reintrodusse il nome dinastico "Grande Liao" e il titolo rimase in uso ufficiale fino al crollo della dinastia. Sia "Grande Kitai" che "Grande Liao" hanno goduto di circa 100 anni di utilizzo ciascuno.
Nel 1124, anche lo stato successore fondato da Yelü Dashi nelle regioni occidentali adottò ufficialmente il nome dinastico "Grande Liao". Nella storiografia, tuttavia, questo regime è più comunemente chiamato "Liao occidentale" o "Kara Khitay". A causa del dominio kitai durante la dinastia Liao nel nord-est della Cina e nella Mongolia e successivamente dei Kara Khitay nell'Asia centrale, dove erano visti come cinesi, il termine "Kitai" venne a significare "Cina" per le popolazioni limitrofe centro asiatiche, tanto quanto in Russia e nella Cina nordoccidentale. Il nome fu poi introdotto nell'Europa medievale tramite fonti islamiche e russe, e divenne "Cathay". Nell'era moderna, le parole derivate dall'etimo "Kitai" sono ancora usate come nome per la Cina dai popoli turchi, come gli uiguri nella regione cinese dello Xinjiang e i kazaki del Kazakistan e aree adiacenti, e da alcuni popoli slavi, come i russi e i bulgari.
Non c'è consenso tra gli storici riguardo all'etimologia di "Liao". Alcuni credono che "Liao" derivi dalla parola "ferro" nella lingua Kitai, mentre altri credono che il nome derivi dal bacino del fiume Liao che era la patria tradizionale di quel popolo.

## Storia

### Periodo pre-imperiale
Non esistono fonti scritte sulla storia dei Kitai fino all'XI secolo. Le uniche fonti sulla storia di questo popolo sono le fonti cinesi, anch'esse scarse, sebbene le prime notizie risalgano al IV secolo.
I Kitai vivevano nella parte orientale dell'attuale Mongolia Interna, ed avevano sviluppato un'economia basata sull'allevamento di bestiame e di cavalli. La loro cultura, nel corso dei secoli, fu influenzata dai contatti con i popoli confinanti, sia sedentari sia nomadi. I Kitai infatti erano aperti ai matrimoni con i membri delle tribù vicine.
Durante il periodo della dinastia Tang, i Kitai erano sottomessi agli Uiguri, che avevano stabilito la loro capitale nell'altipiano della Mongolia, prima di muovere ad ovest alla metà del IX secolo. L'espansione iniziale dei Kitai avvenne quindi verso ovest, nelle terre abbandonate dagli Uiguri dopo la loro partenza. Gli altri popoli che risiedevano nella regione erano gli Shiwei, gli Xi e i Tartari. 

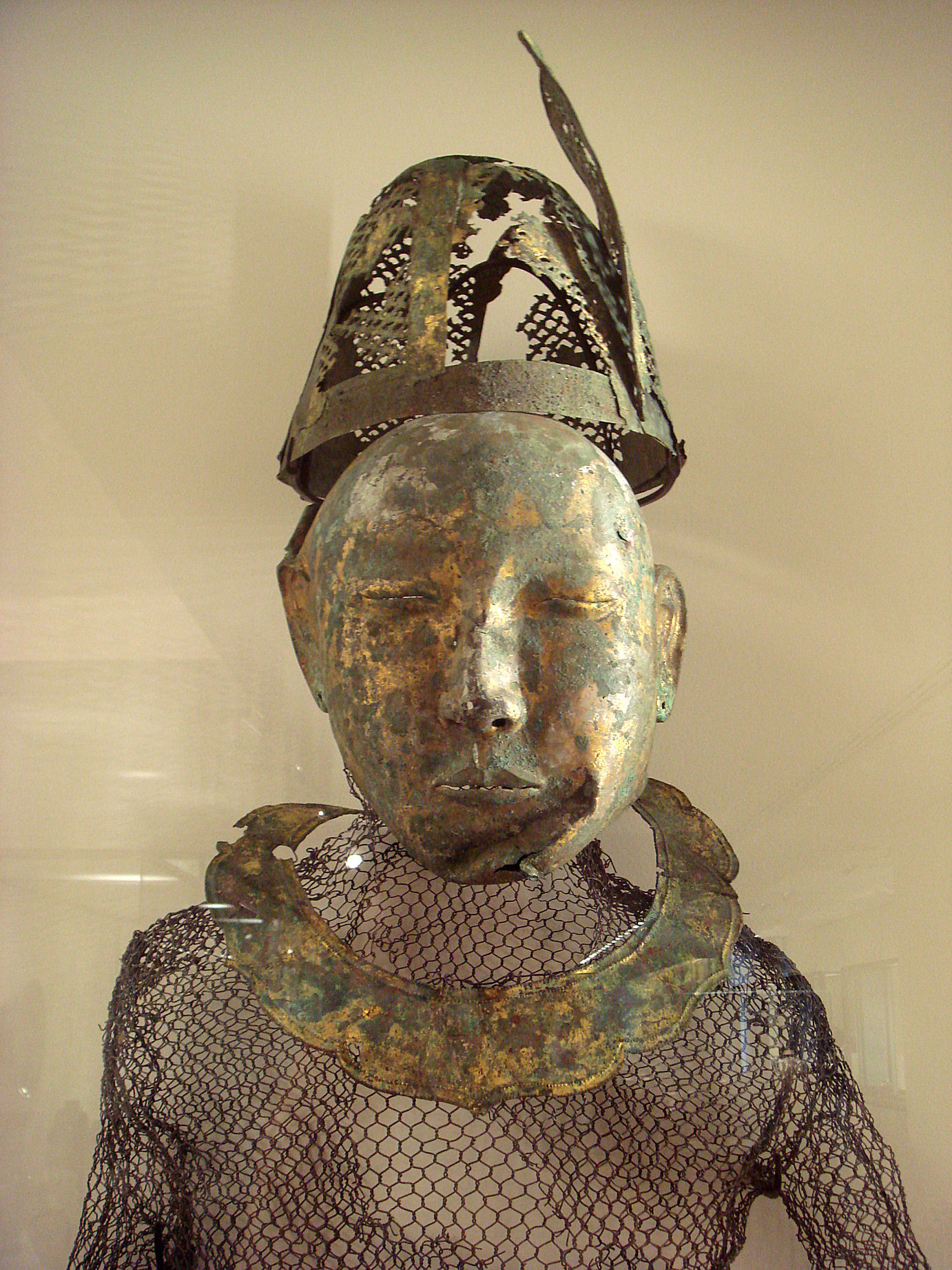
Maschera funeraria Liao, X secolo.

### Ascesa di Ābǎojī
Le fonti cinesi riportano l'esistenza di otto tribù Kitai. La più potente era la tribù Yila, alla quale apparteneva Abaoji. La tribù Yila aveva rapporti con la dinastia Tang, e spesso era in conflitto con i governatori militari Tang insediati nelle regioni nord-orientali.
Ābǎojī fu eletto capo della tribù Yila nel 901. Nel 905 strinse un'alleanza con Li Keyong, governatore militare della regione corrispondente allo Shanxi settentrionale. Nel 907 fu eletto Gran Khan dei Kitai.
L'espansione territoriale dello stato Kitai portò questo popolo nomade a contatto con le popolazioni cinesi stanziali, e comportò problemi di amministrazione dovuti alle diverse tradizioni e culture. Ābǎojī disegnò quindi un sistema amministrativo duplice, dividendo il territorio in due distretti amministrativi, del nord e del sud: a nord l'amministrazione era affidata a funzionari kitai, eletti dalle tribù, mentre a sud l'amministrazione era affidata a funzionari cinesi che seguivano le tradizioni della dinastia Tang. Le leggi avevano una diversa applicazione nei due distretti: a nord il sistema legislativo manteneva le tradizioni distintive del popolo nomade kitai, mentre a sud, l'influenza cinese era più marcata.
Nel 918 la capitale fu stabilita in una nuova città fortificata, chiamata Shangjing (上京). Oltre alla capitale, furono costruite più di trenta città fortificate, alcune delle quali, oltre a servire da capitali delle regioni amministrative, divennero anche importanti centri commerciali.

### Cultura e religione

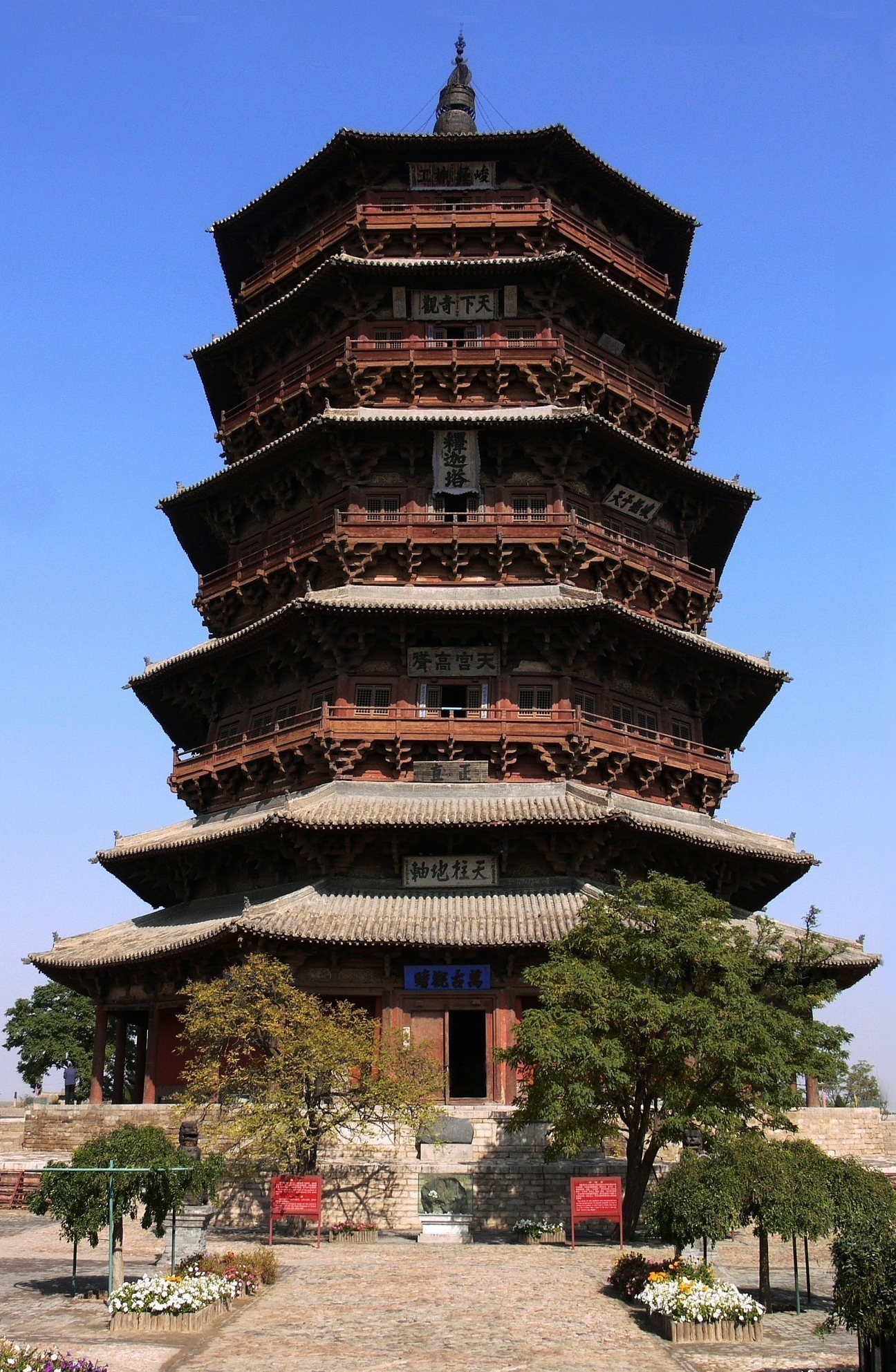
La pagoda del Tempio di Fogong, eretta nel 1056 sotto l'imperatore Liao Daozong

I Kitai non possedevano una scrittura. Solo nel 920 fu introdotto un sistema di scrittura per la lingua kitai, conosciuto come "scrittura grande" che, sebbene incorporasse caratteri cinesi, non era intelligibile dalle popolazioni di lingua cinese, e non è ancora stato decifrato dai linguisti. Nel 925 fu introdotto un nuovo tipo di scrittura, basato sulla trascrizione fonetica ed imitato dal sistema di scrittura degli Uiguri, che è conosciuto come "piccola scrittura". Questo sistema è stato parzialmente decifrato, e recenti scoperte effettuate nelle vicinanze di Datong, dove sorgeva la capitale occidentale del regno, permetteranno forse la completa decifrazione.
I Kitai erano tradizionalmente animisti. Dopo la fondazione dell'impero, però, Ābǎojī ordinò la costruzione di templi buddhisti, confuciani e taoisti. Gli imperatori successivi abbracciarono il buddhismo.

### Successione e declino
Nel 918, Ābǎojī tentò di introdurre un'altra innovazione, prendendo in prestito il concetto cinese di primogenitura: nominò infatti suo successore il figlio maggiore, principe Bei. Il sistema della trasmissione del potere al figlio primogenito, tuttavia, non prese piede fra i Kitai fino alla fine del X secolo. La vedova di Abaoji, Yangtian, infatti, non accettò il principio di primogenitura, ritenendo il secondogenito Déguāng (926–947) più adatto a succedere al padre. Il principe Bei, pur essendosi ritirato dalla lotta per la successione, fu ucciso nel 936.
I problemi di successione si ripresentarono alla morte di Deguang, nel 947, e si risolsero con la salita al trono del nipote di Ābǎojī, Shìzōng.
Shizong, quello stesso anno, lanciò una spedizione contro la capitale della dinastia Jin posteriore, Kaifeng, riuscendo ad occuparla per breve tempo.
La debolezza dei Song si manifestò di nuovo nel 1004, quando i Kitai inflissero loro una sconfitta decisiva e li obbligarono a pagare un tributo in cambio della restituzione del territorio conquistato.
Nel 1044 i Kitai attaccarono il regno Tangut conquistando parte del suo territorio.
L'apparente forza dei Liao, tuttavia, si trovò a fronteggiare un nuovo nemico, gli Jurchen della dinastia Jīn, che attaccarono il regno kitai da nord, sconfiggendolo definitivamente nel 1125. Alcuni nobili kitai, guidati da Yelü Dashi, si rifugiarono nell'Asia Centrale dove fondarono l'impero di Kara Khitay.

## Governo
Al suo apice, la dinastia Liao controllava quelle che oggi sono le province cinesi di Shanxi, Hebei, Liaoning, Jilin, Heilongjiang e Mongolia Interna, unitamente alle parti settentrionali della penisola coreana, parti dell'Estremo Oriente russo e gran parte dell'attuale Mongolia. La popolazione massima è stimata in 750.000 kitai e da due a tre milioni di cinesi han.

## Esercito

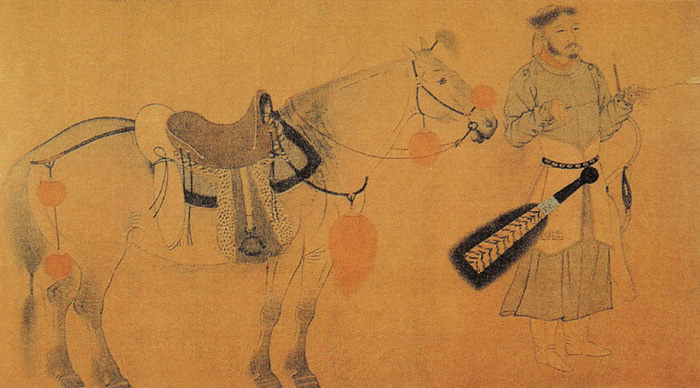
L'arciere a cavallo - dipinto attribuito all'artista kitano Yelü Bei.

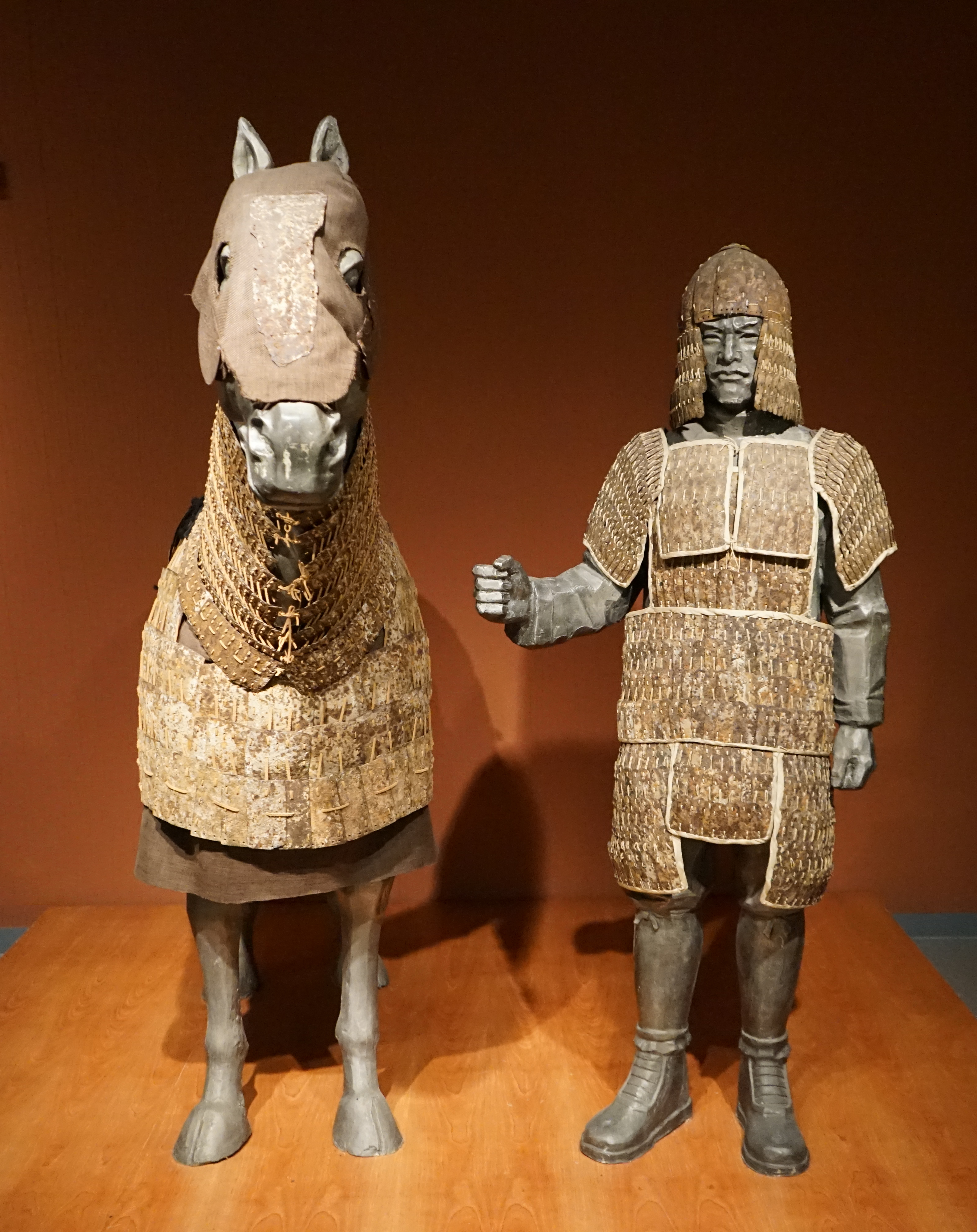
Cavalleria pesante Liao.

L'esercito Liao era originariamente composto da soli 2.000 uomini scelti da varie tribù come seguito personale di Abaoji. A questi 2.000 uomini si aggiunsero prigionieri presi da Balhae e dalla prefettura di Jingzhou. Quando divenne un'orda, l'esercito privato dell'imperatore, comprendeva 15.000 famiglie e poteva schierare fino a 6.000 cavalieri. Ciascuno dei nobili Liao aveva la proprio orda che il governo centrale "prendeva in prestito" per la campagna. Secondo la Storia dei Liao, i nobili Liao trattavano lo stato come se fosse la loro famiglia, fornendo eserciti privati per assistere il governo durante i periodi di guerra. Le orde più grandi comprendevano fino a mille o più cavalieri mentre quelle più piccole diverse centinaia di cavalieri. Alla fine della dinastia, le orde insieme comprendevano 81.000 famiglie kitai e 124.000 famiglie Balhae e cinesi che insieme potevano schierare fino a 101.000 cavalieri.
L'esercito Liao era composto da 3 sezioni: gli Ordu, che erano la cavalleria personale d'élite dell'Imperatore, la cavalleria tribale dei kitai e una forza ausiliaria delle tribù non-kitai, e la fanteria della milizia dei cinesi Han e di altri popoli sedentari, comprendente anche arcieri appiedati e genieri per l'artiglieria (catapulte). Territori di appannaggio erano spesso concessi ai comandanti. Il nucleo dell'esercito Liao era composto da cavalleria pesante corazzata. In battaglia, i Liao schieravano la cavalleria leggera nell'avanguardia e due fila di cavalleria pesante in retroguardia. Anche i raccoglitori erano blindati. Le unità di cavalleria pesante kitai erano organizzate in gruppi di 500-700 uomini. A differenza di altri imperi originati da tribù nomadi, i kitai preferivano combattere in fitte formazioni di cavalleria pesante piuttosto che in ampie formazioni di arcieri a cavallo.

## Imperatori della dinastia Liao
| Nome di tempio | Nome postumo                                            | Nome                   | Durata del regno | Denominazione dei periodi |
| -------------- | ------------------------------------------------------- | ---------------------- | ---------------- | --- |
| Tàizǔ 太祖     | 大聖大明神烈天皇帝 Dà Shèng Dà Míngshén Liètiān Huángdì | Yēlǜ Ābǎojī 耶律阿保機 | 907–926          | Shéncè神冊 916–922 Tiānzàn 天贊 922–926 Tiānxiǎn 天顯 926                                                                                                |
| Tàizōng 太宗   | 孝武惠文皇帝 Xiàowǔ Huìwén Huángdì                      | Yēlǜ Déguāng 耶律德光  | 926–947          | Tiānxiǎn 天顯 927–938 Huìtóng 會同 938–947 Dàtóng 大同 947                                                                                               |
| Shìzōng 世宗   | 孝和莊憲皇帝 Xiàohé Zhuāngxiàn Huángdì                  | Yēlǜ Ruǎn 耶律阮       | 947–951          | Tiānlù 天祿 947–951 |
| Mùzōng 穆宗    | 孝安敬正皇帝 Xiàoān Jìngzhèng Huángdì                   | Yēlǜ Jǐng 耶律璟       | 951–969          | Yìnglì應曆 951–969 |
| Jǐngzōng 景宗  | 孝成康靖皇帝 Xiàochéng Kāngjìng Huángdì                 | Yēlǜ Xián 耶律賢       | 969–982          | Bǎoníng 保寧 969–979 Qiánhēng 乾亨 979–982 |
| Shèngzōng 聖宗 | 文武大孝宣皇帝 Wénwǔ Dà Xiàoxuān Huángdì                | Yēlǜ Lóngxù 耶律隆緒   | 982–1031         | Qiánhēng 乾亨 982 Tǒnghé 統和 983–1012 Kāitài 開泰 1012–1021 Tàipíng 太平 1021–1031                                                                      |
| Xīngzōng 興宗  | 神聖孝章皇帝 Shénshèng Xiàozhāng Huángdì                | Yēlǜ Zōngzhēn 耶律宗真 | 1031–1055        | Jǐngfú 景福 1031–1032 Chóngxī 重熙 1032–1054 |
| Dàozōng 道宗   | 孝文皇帝 Xiàowén Huángdì                                | Yēlǜ Hóngjī 耶律洪基   | 1055–1101        | Qīngníng 清寧 1055–1064 Xiányōng 咸雍 1065–1074 Tàikāng 太康 bzw. Dàkāng 大康 1075–1084 Dà'ān 大安 1085–1094 Shòuchāng 壽昌 bzw. Shòulóng 壽隆 1095–1101 |
|                | Tiānzuòdì 天祚帝                                        | Yēlǜ Yánxǐ 耶律延禧    | 1101–1125        | Qiántǒng 乾統 1101–1110 Tiānqìng 天慶 1111–1120 Bǎodà 保大 1121–1125                                                                                     |

Vedi anche: Khitan

### Fonti
- (ZH) Toqto'a (a cura di), 遼史T, 辽史S, Liáo ShǐP, lett. "Storia di Liao" [Storia dei Liao], 1344.

### Studi
Storia della Cina
- (EN) Patricia Buckley Ebrey, The Cambridge Illustrated History of China, ill., Cambridge University Press, 1996, ISBN 9780521669917.
- (EN) Jacques Gernet, A History Of Chinese Civilization, Cambridge University Press, 1972, ISBN 0-521-24130-8.
- (EN) Valerie Hansen, The Open Empire. A History of China to 1600, W.W. Norton and Company, 2000.
- (EN) F.W. Mote, Imperial China (900-1800), Harvard University Press, 1999,  pp. 31-91.
- (EN) K.A. Wittfogel, Feng Chia-Sheng History of Chinese Society. Liao (907-1125), Nuova serie, n. 36, Transactions of the American Philosophical Society, 1949.

Kitai e Dinastia Liao
- (EN) Michal Biran, The Empire of the Qara Khitai in Eurasian History: Between China and the Islamic World, Cambridge Studies in Islamic Civilization, Cambridge University Press, 2005, ISBN 0-521-84226-3.
- (FR) Pierre Marsone, La Steppe et l'Empire : La formation de la dynastie Khitan (Liao) - IV-X s., Parigi, Les Belles Lettres, 2011, ISBN 978-2-251-38109-1.
- (EN) Karl A. Wittfogel e Feng Chia-Sheng, History of Chinese Society Liao (907–1125), in Transactions of the American Philosophical Society, vol. 36, 1946,  pp. 1-752, DOI:10.2307/1005570, JSTOR 1005570.
- (EN) Elina-Qian Xu, Historical development of the pre-dynastic Khitan, University of Helsinki, 2005, ISBN 9521004983. URL consultato il 14 marzo 2013.

Cultura e società
- (EN) Lo-han Fu, Natpat and Ordo, 2018.
- (EN) C.J. Peers, Soldiers of the Dragon: Chinese Armies 1500 BC – AD 1840, Osprey Publishing Ltd, 2006.
- (EN) Marvin C. Whiting, Imperial Chinese Military History, Writers Club Press, 2002.

Arte
- (FR) Danielle Elisseeff, Histoire de l'art : De la Chine des Song (960) à la fin de l'Empire (1912), Parigi, École du Louvre, Éditions de la Réunion des Musées Nationaux (Manuels de l'École du Louvre), 2010, ISBN 978-2-7118-5520-9.
- (FR) Chine, la gloire des empereurs : [exposition], Petit Palais, Musée des beaux-arts de la Ville de Paris, 2 novembre 2000-28 janvier 2001, Paris Musées, 2000, ISBN 2-87900-547-7, GLO.
- (FR) Hélène Chollet, Les Liao, dynastie du Nord, in Chine, la gloire des empereurs, 2000,  pp. 360-364, CHO.
- (EN) Nancy Shatzman Steinhardt, Liao: An Architectural Tradition in the Making, in Artibus Asiae, 1/2, vol. 54, 1994,  pp. 5-39. URL consultato il 14 marzo 2013.
- (EN) Nancy Shatzman Steinhardt, Liao architecture, Honolulu, University of Hawai'i Press, 1997, ISBN 9780824818432.
- (FR) Gilles Béguin, L'art bouddhique, Parigi, CNRS (éditions), 2009, ISBN 978-2-271-06812-5..
- (FR) Moniquel Crick e Helen Loveday, L'Or des Steppes : Arts somptuaires de la dynastie Liao (907-1125), Genova e Milano, Collections Baur, musée des arts d'Extrême-Orient et 5 Continents, 2007, ISBN 978-2-88031-012-7, OR.